# Die wilden Schläger von San Francisco
Die wilden Schläger von San Francisco (Originaltitel: Hells Angels on Wheels) ist ein  US-amerikanischer Actionfilm.

## Handlung
Der Außenseiter und Gelegenheitsarbeiter Poet arbeitet an einer abgelegenen Tankstelle. Eines Tages erhält er Besuch von der Rockergang Hells Angels, angeführt von Buddy. Poet schließt sich der Gang an und passt sich schnell den rauen Sitten und Gebräuchen an. Im weiteren Verlauf erregt er die Aufmerksamkeit von Shil, die jedoch die Braut vom Anführer der Gang ist. Ein tödlicher Konflikt entsteht.

## Kritik
Das Lexikon des internationalen Films bemerkt: „Bei allen Vorbehalten wird das Bild einer sich von der Gesellschaft distanzierenden Jugend deutlich.“

## Trivia
Zu den aufgelisteten Akteuren gehören The Oakland Hells Angels, The Hells Angels of San Francisco, The Hells Angels of Daly City, The Hells Angels of Richmond, sowie The Nomads of Sacramento California. Ferner Sonny Barger als sich selbst, President of the Hells Angels; Barger wird auch als „technischer Berater“ aufgeführt.